# 750
Вижте пояснителната страница за други значения на 750.

## Събития
- начало на управлението на Абасидите в Багдад. Династията на Абасидите свалят от власт Омеядите и управляват 500 г.могъщата ислямска империя. Първият халиф ал-Мансур премества столицата на държавата от Дамаск в Багдат.